# Лорето (Южная Нижняя Калифорния)
Лорето (исп. Loreto) — город муниципалитета Лорето в Мексике, входит в штат Южная Нижняя Калифорния. Население 10 283 человека.

## История
В 1697 году город основал Хуан Мария де Сальватьерра.

## Фотографии

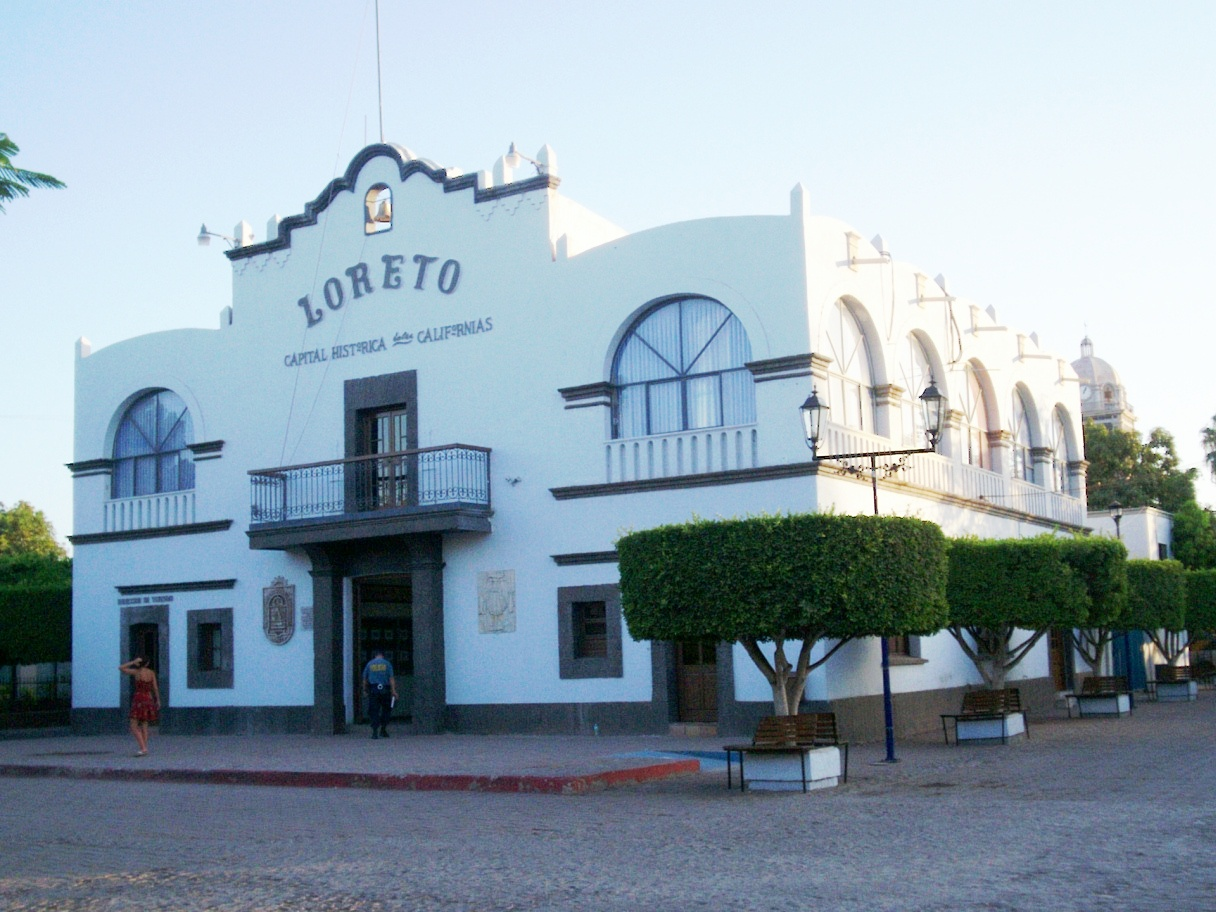
Дворец